# Melitaea palustris
Melitaea palustris är en fjärilsart som beskrevs av Ruggero Verity 1919. Melitaea palustris ingår i släktet Melitaea och familjen praktfjärilar. Inga underarter finns listade i Catalogue of Life.